# Battaglia di Salamina in Cipro (306 a.C.)
La battaglia navale di Salamina, avvenuta nel 306 a.C., ebbe luogo nei pressi di Cipro coinvolgendo le forze di Tolomeo I e Antigono I Monoftalmo, due dei diadochi, due dei comandanti che in seguito alla morte di Alessandro Magno si fronteggiarono per il controllo dell'Impero.
Le forze di Antigono, comandate dal figlio Demetrio fronteggiarono quelle del fratello di Tolomeo, Menelao a Salamina nei pressi di Cipro. La battaglia risultò in una completa vittoria per Demetrio e risultò nella resa di Menelao e nella sua cattura a Cipro. Antigono assunse il titolo imperiale, vacante dalla morte del figlio di Alessandro Magno, succeduto poi dagli altri diadochi.

## Contesto storico
Durante le guerre dei diadochi, che si verificarono alla morte di Alessandro Magno, Tolomeo I, ottenuto il controllo d'Egitto, aveva invaso l'isola di Cipro allo scopo di utilizzarla come base per le operazioni militari contro il rivale Antigono I Monoftalmo. Dalle coste di Cipro le forze di Tolomeo potevano razziare le coste di Siria e d'Asia Minore. Per fronteggiare la minaccia, Antigono ordinò al figlio Demetrio di conquistare l'isola. Demetrio a quel tempo si trovava in Grecia ad Atene insieme a una guarnigione inviata dal sovrano di Macedonia, Cassandro. Nella città, insieme alla vicina Megara, veniva instaurato nuovamente il governo democratico tramite l'intervento macedone. Da Atene, alleata di Antigono, salparono le forze macedoni nella primavera del 306 alla volta di Cipro insieme a 30 quadriremi ateniesi.
Attraversato l'Egeo, Demetrio giunse sulle coste della Caria, da dove convocò le forze di Rodi, per la loro alleanza con il padre. I cittadini di Rodi rifiutarono, mantenendo comunque buoni rapporti con il sovrano antigonide. Proseguendo poi in Cilicia, dove il suo esercito fu rinforzato con altre truppe, salpò alla volta di Cipro con 15000 fanti e 5000 cavalieri. Queste forze erano accompagnate da una flotta di 53 pesanti navi, delle quali 7 septiremi, 10 hexereis e 20 quinqueremi, e oltre 110 imbarcazioni di dimensioni minori, triremi e quadriremi. Demetrio fronteggiò Menelao che schierò 12000 fanti, 800 cavalieri e 60 navi.
Demetrio attraccò sulla penisola di Carpasia, a nord est dell'isola e invase le città di Carpasia e Urania. Lasciando lì la sua flotta, marciò in direzione di Salamina. Menelao si scontrò con Demetrio nei pressi (a circa otto chilometri dalla città) di Salamina, ma fu sconfitto con conseguenti pesanti perdite (1000 perdite e 3000 catturati) e si dovette ritirare. Demetrio spostò la flotta e le forze terrestri nei pressi di Salamina, occupandola. Questo fu il primo degli assedi, che gli dovette l'appellativo di Poliorcete (espugnatore di città), nel quale si vide l'utilizzo di una torre d'assedio definita elepoli. Le macchine da guerra di Poliorcete aprirono una breccia nelle mura della città, contrastate dalle forze di Menelao. Durante l'assedio, lo stesso Tolomeo giunse a Pafo a capo di 140 navi da guerra, quadriremi e quinqueremi, oltre 10000 fanti e 200 navi da trasporto.

## Conflitto
Tolomeo decise di attaccare durante la notte da Kition, oltrepassando Κάβο Γκρέκο (Capo Greco), alla volta di Salamina, nella speranza di sorprendere le truppe di Demetrio e unirsi alla flotta di 60 navi del fratello Menelao. Demetrio, informato sull'arrivo di Tolomeo, mise in atto delle azioni per contrastare Tolomeo: attrezzò le proprie navi con armi da lancio, attraccò presso la città bloccando presso il porto le due flotte nemiche, andandosi a porre tra di esse. Il fine consisteva nell'attaccare Tolomeo prima ancora che Menelao riuscisse ad uscire dal porto per attaccare il retro delle forze antigonidi.
La flotta di Tolomeo arrivò presso il porto della città all'alba.
La flotta di Demetrio comprendeva, allora, in totale 180 imbarcazioni (anche navi della stessa Cipro), delle quali 10 quinqueremi vennero lasciate all'imbocco del porto per bloccare l'arrivo di Menelao sotto il comando di Antistene.
La flotta di Demetrio comprendeva:

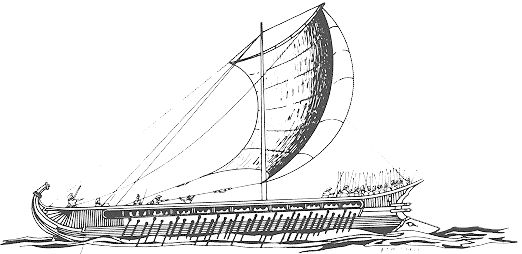
Trireme

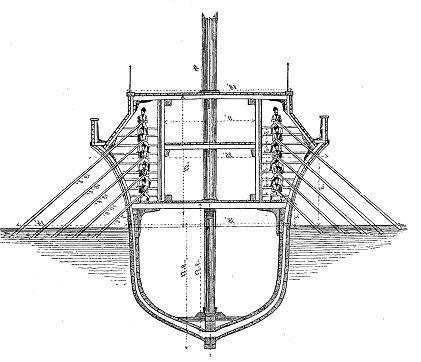
Pentaremi

L'ala sinistra, guidata dall'ammiraglio Medio di Larissa, capo di fatto della spedizione
- 7 heptereis fenicie
- il contingente fornito da Atene
- 10 hexereis
- 10 quinqueremi
- 1 hepteres con a bordo Demetrio

Il centro della flotta era composto da imbarcazioni leggere guidate da
- Temisone di Samo
- Marsia di Pella

L'ala destra era guidata da
- Egesippo di Alicarnasso
- Plistias di Cos, comandante della flotta al seguito di Medio (in greco antico: ἀρχικυβερνήτης?, archikybernétēs)

La flotta di Tolomeo si dispose ugualmente a quella di Demetrio: sul retro si trovavano le navi da trasporto con le macchine belliche e le navi pesanti erano poste sulla sinistra degli schieramenti che comandava personalmente.
Le due flotte vennero al conflitto scontrando le imbarcazioni:
(Cav. Giuseppe Compagnoni, Biblioteca storica di "Diodoro Siculo")
Le ali sinistre delle due flotte risultarono entrambe vincenti ma la restante flotta di Tolomeo risultava quasi decimata e in ritirata: nemmeno le 60 navi di Menelao, guidate da Menezio riuscirono a resistere all'attacco di Demetrio, il quale incaricò Neon e Burico a sconfiggere il nemico mentre tornava trionfante all'accampamento.

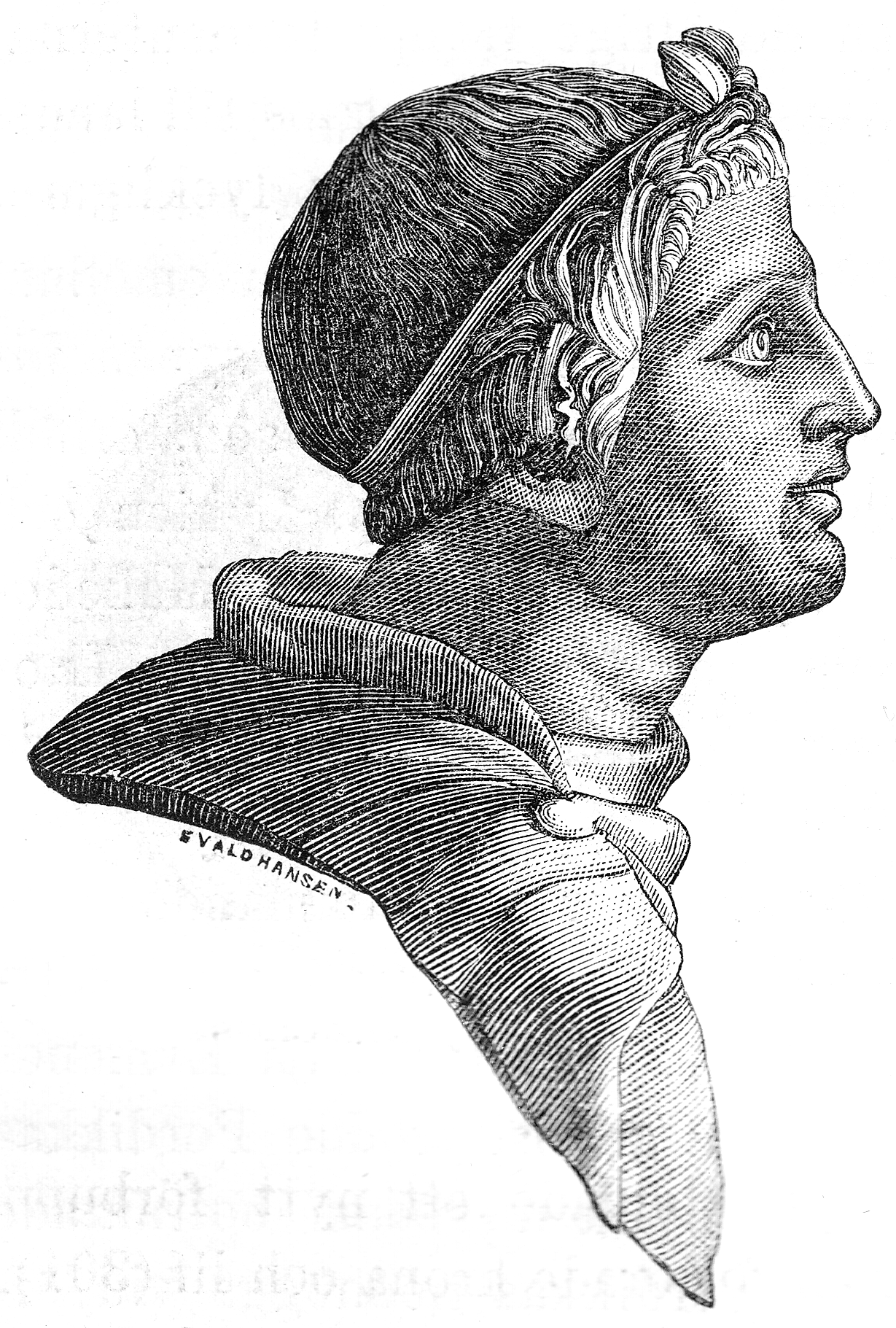
Demetrio I Poliorcete

### Effetti della battaglia
|                          | Flotta tolemaica      | Flotta antigonide                     |
| ------------------------ | --------------------- | ------------------------------------- |
| Perdite navali           | 80 imbarcazioni       | 0                                     |
| Imbarcazioni danneggiate | 0                     | 20 navi                               |
| Imbarcazioni catturate   | 0                     | 40 pesanti navi 100 navi da trasporto |
| Truppe catturate         | 0                     | 8000                                  |
| Esito                    | ritirata della flotta | decisiva vittoria antigonide          |

### In seguito al conflitto
In seguito alla sua sconfitta, Tolomeo I batté in ritirata alla volta dell'Egitto e Menelao dovette cedere Salamina e la propria guarnigione.
Demetrio proseguì l'opera di conquista di Cipro, insieme alla guarnigione, precedentemente ceduta da Menelao, di 16000 fanti e 800 cavalieri.
Menelao, insieme ad altri membri della dinastia antigonide, vennero liberati e mandati in Egitto insieme ai loro possedimenti.
La vittoria di Salamina venne utilizzata da Antigono come pretesto per la propria proclamazione a sovrano del regno macedone, vacante in seguito all'uccisione di Alessandro IV di Macedonia, figlio di Alessandro Magno, ucciso da Cassandro nel 309 a.C. Demetrio regnò insieme al padre. Il tentativo antigonide di ottenere il titolo reale fu seguito dalla volontà di uccidere Tolomeo a seguito di una campagna militare condotta in Egitto nel 306 a.C. e al celebrato ma non riuscito assedio di Rodi da parte di Demetrio nel 305-304 a.C.
Infine, nel 302, la rimanente dinastia, Tolomeo, Cassandro, Seleuco e Lisimaco, assunsero il titolo reale alleandosi contro Antigono e sconfiggendolo nella battaglia di Ipso nel 301 a.C..
La battaglia di Salamina in Cipro del 306 a.C. viene ritenuta, insieme ad altri due conflitti (Battaglia di Amorgo del 322 a.C., Battaglia di Cos del 261-255 a.C.), uno dei possibili conflitti che portarono alla realizzazione della Nike di Samotracia.